# Cardiodactylus singapura
Cardiodactylus singapura – gatunek prostoskrzydłego z rodziny świerszczowatych i podrodziny Eneopterinae.
Gatunek ten został opisany w 2011 roku przez Tony'ego Robillarda. W obrębie rodzaju należy do grupy gatunków novaeguineae.
Samce osiągają od 2,2 do 2,4 mm długości i od 3,7 do 4,2 mm szerokości przedplecza oraz od 13,3 do 14,1 mm długości przednich skrzydeł. U samic przedplecze ma od 2,2 do 2,7 mm długości i od 4,1 do 4,5 mm szerokości, a przednie skrzydła osiągają długość od 13,5 do 15,2 mm. Obie płcie są długoskrzydłe. Ubarwienie ciała jasnobrązowe z ciemnobrązowym wzorem. Przednie skrzydła z ciemnobrązowymi komórkami i pomarańczowobrązowymi oraz białawymi żyłkami. Narządy płciowe samca o silnie zesklerotyzowanym, nieco pośrodku przewężonym i łyżeczkowato zakończonym pseudoepifallusie, wąskich rami o równo zesklerotyzowanej płytce przedwierzchołkowej, cienkich apodemach ektofallicznych i małym, ku przodowi spiczasto ściętym sklerycie endofallicznym. Pieśń nawołująca samca składa się z krótkich, monosylabicznych cyknięć.
Gatunek leśny, aktywny nocą. Dorosłe samce nawołują z nisko położonych gałęzi i liści. Formy młodociane spotykane w ściółce i listowiu niskich roślin.
Prostoskrzydły znany z rejonu Central Catchment Nature Reserve i Bukit Timah Nature Reserve w Singapurze.